# Dasht-e Naz̧īr
Dasht-e Naz̧īr (persiska: دَشت نَظير, دَشت نَطيز, دشت نظير) är en ort i Iran.   Den ligger i provinsen Mazandaran, i den norra delen av landet, 80 km norr om huvudstaden Teheran. Dasht-e Naz̧īr ligger 974 meter över havet och antalet invånare är 247.
Terrängen runt Dasht-e Naz̧īr är bergig västerut, men österut är den kuperad. Dasht-e Naz̧īr ligger nere i en dal. Runt Dasht-e Naz̧īr är det ganska tätbefolkat, med 58 invånare per kvadratkilometer. Närmaste större samhälle är Marzanābād, 12,3 km väster om Dasht-e Naz̧īr. I omgivningarna runt Dasht-e Naz̧īr växer i huvudsak blandskog.